# اگشن
اگشن (به لاتین: Egersund) یک منطقهٔ مسکونی در نروژ است که در ایگشن واقع شده‌است.

## خصوصیات
اگشن ۶٫۵ کیلومترمربع مساحت و ۹٬۵۰۲ نفر جمعیت دارد.